# Tumuji
Tumuji (kinesiska: 图牧吉, 图牧吉镇) är en köping i Kina. Den ligger i den autonoma regionen Inre Mongoliet, i den norra delen av landet, omkring 1 100 kilometer nordost om regionhuvudstaden Hohhot. Antalet invånare är 12 596. Befolkningen består av 6 111 kvinnor och 6 485 män. Barn under 15 år utgör 14,0 %, vuxna 15-64 år 80 %, och äldre över 65 år 4,0 %.
Runt Tumuji är det ganska glesbefolkat, med 47 invånare per kvadratkilometer. Trakten runt Tumuji består i huvudsak av gräsmarker.
Genomsnittlig årsnederbörd är 605 millimeter. Den regnigaste månaden är juli, med i genomsnitt 204 mm nederbörd, och den torraste är januari, med 4 mm nederbörd.